# Azmīghān
Azmīghān (persiska: Az̄mīghān, اذميغان, Ezmīqān, ازميغان) är en ort i Iran.   Den ligger i provinsen Sydkhorasan, i den centrala delen av landet, 500 km öster om huvudstaden Teheran. Azmīghān ligger 956 meter över havet och antalet invånare är 223.
Terrängen runt Azmīghān är kuperad. Trakten runt Azmīghān är nära nog obefolkad, med mindre än två invånare per kvadratkilometer. Närmaste större samhälle är Jow Khvāh, 14,0 km sydväst om Azmīghān. Trakten runt Azmīghān är ofruktbar med lite eller ingen växtlighet.